# جون ويلينغتون ستار
جون ويلينغتون ستار (بالإنجليزية: John Wellington Starr)‏ هو مهندس أمريكي، ولد في 1822، وتوفي في 21 نوفمبر 1846.